# Tratado de Lanhoso
El tratado de Lanhoso fue un tratado firmado en 1121 en Lanhoso entre el condado Portucalense y el reino de León, con la ayuda de los arzobispos de Compostela y de Braga, por el cual el condado de Portugal volvía a declararse vasallo del reino de León.
En 1112, con la muerte de Enrique de Borgoña, Teresa de León fue nombrada condesa y regente de su hijo, Alfonso Enríquez, el futuro Alfonso I de Portugal, que era entonces muy joven. Teresa, en un esfuerzo por acrecentar los dominios de su condado, luchó contra su misma media hermana Urraca en 1116 y 1120. En 1121 fue sitiada en Lanhoso y hubo de negociar una paz con León, con la mediación del arzobispo de Compostela y de Paio Mendes (Pelayo Méndez), arzobispo de Braga, por el cual Teresa, condesa de Portugal, se declaraba de nuevo vasalla de su hermana Urraca, reina de León.
- Datos: Q10384343